# 李·波莱蒂
李·波莱蒂（英語：Lee Poletti，1948年—），澳大利亚女子草地滚球运动员。她曾代表澳大利亚参加1998年和2002年英联邦运动会草地滚球比赛，其中1998年英联邦运动会获得一枚银牌。